# 120353 Katrinajackson
120353 Katrinajackson este o planetă minoră (asteroid) din centura de asteroizi. A fost descoperită pe 4 iunie 2005 la Catalina Station⁠(d) de Catalina Sky Survey. 
Obiectul prezintă o orbită caracterizată de o semiaxă mare de 2,3652803431168 UAi, o excentricitate de 0,24, o înclinație de 5,5 ° în raport cu ecliptica.